# Fimelthing
Das Fimelthing, Fimelding oder Afterding war eine periodische Gerichtsverhandlung oder Thing im mittelalterlichen Friesland, die auf das ordinäre Landgericht und den vierjährlichen gräflichen Botding folgte. Bodthing (gebotenes Gericht) und Fimelthing (Nachgericht) werden im westfriesischen Schulzenrecht des 12. Jahrhunderts erwähnt. Im Fimelthing wurden Sachen, die im Botding nicht verhandelt waren, nachträglich abgehandelt. Wer an beiden teilgenommen hatte, brauchte des Königs Banngewalt binnen Jahresfrist nicht zu folgen. Das Fimelthing gab es so weit bekannt nur in Westfriesland, die Belege für Botdinge stammen aus ganz Nordwestdeutschland und den Niederlanden. Rechtshistoriker haben mit dem (späteren) westfälischen Femegericht verglichen, das ebenfalls als zusätzlich zum normalen Rechtsvorgang galt.

## Schulzenrecht
Die entsprechenden Passagen lauten:
Von der Gerichtsgewalt (…)
Dies ist Recht, das der Graf am (zweiten) Dienstag und Mittwoch und Donnerstag, an diesen drei Tagen, ebenso wie man im gebotenen Gericht tat, über die Leute, über die man dort nicht zu richten vermochte, Recht sprechen soll; diese drei Tage heißen dann Fimelthing. (…)
Vom Fimelthing (Fan fimelthinghe)
Dies ist Recht, dass die Leute, die an den gebotenen Gerichten und dem Fimelthing teilgenommen haben, nachher des Königs Banngewalt binnen Jahresfrist nicht zu folgen brauchen.

## Wortgeschichte
Die Etymologie des Worts Fimelthing ist unsicher. Es wird häufig in Verbindung gebracht mit dem niederländischen Verbum femelen „heuchlen“, auch wohl fiemelen „zögern“, das allerdings erst im 16. Jahrhundert bezeugt ist. Dieses Wort wird auf Mittellateinisch fēmella „Frauenzimmerchen“ zurückgeführt, das im Französischen seit dem 12. Jahrhundert bezeugt ist. Dabei wird mit einer Beeinflussung durch das mittelhochdeutsche Verbum Fimmel(hanf) „weiblicher Hanf“ gerechnet. Der Altgermanist Jan de Vries denkt bei femelen dagegen an das niederdeutsche fammeln, Dänisch famle „tasten“, das sich im Altnordischen fimbulfambi „Narr, Topf“ bewahrt hat. Darnach, meint Walter Steller in seiner maßgebenden Ausgabe des Schulzenrechts (1926), „könnte Fimelthing das Gericht meinen, in dem an unerledigten Sachen noch herumgearbeitet wird“.

## Fimmilena
Laut einer Forschungstradition, die vor allem durch Georges Dumézil und Rudolf Simek befürwortet wurde, stehen Botding und Fimelthing in Bezug zu den beiden Göttinnen Beda und Fimmilena, die auf einem englischen Votivstein des 3. Jahrhunderts, gestiftet von Söldnern der Civitas Tuihanti, erwähnt werden. Die Götternamen sollen auf ein germanisches System von festen Rechtversammlungen (Thincsus) hinweisen, mit Sondersitzungen (Beda) und informellen Sitzungen (Fimmilena), die sich in den späteren friesischen Rechtsformen wiederfinden ließen. Der zeitliche Abstand zwischen dem römischen Zeitalter und den spätmittelalterlichen Quellen ist immerhin beträchtlich.